# Richard Barbieri
Richard Barbieri (Londres, Inglaterra, 30 de noviembre de 1957) es el tecladista británico que saltó a la fama con la banda de synth pop Japan, y actualmente es miembro de grupo de rock progresivo Porcupine Tree.
Acudió a la misma escuela y salón de clases con David Sylvian y Mick Karn, quienes formaron Japan.
Después de la separación de Japan, trabajó con Holger Czukay, Ryuichi Sakamoto, Robert Fripp y su compañero de banda Steve Jansen.